# Tyler Blackett
Tyler Blackett (Manchester, 1994. április 2. –) angol labdarúgó, az FC Cincinnati hátvédje.

## Pályafutása

### Manchester United
Tyler Blackett a Manchester United saját nevelésű labdarúgója, első profi szerződését 2012 júliusába írta alá.
A következő szezonokban, hogy több játéklehetőséghez jusson, a klub többször is kölcsönadta alsóbb osztályú csapatoknak. A manchesteriek felnőtt csapatában a 2014-2015-ös szezonban mutatkozott be 2014. augusztus 16-án a Swansea City elleni bajnokin. A következő fordulóban, a Sunderland ellen is pályára lépett, és a szezon folyamán egyre több lehetőséghez jutott, míg szeptember 21-én a Leicester City ellen a 82. percben kiállították. 2015. május 17-én az Arsenal ellen öngólt vétett. A 2014-2015-ös idényben 12 bajnokin kapott lehetőséget.

### Blackpool
2013 november 1-jén a Blackpool egy hónapra kölcsönvette, majd már másnap végigjátszotta a Nottingham Fores elleni másodosztályú bajnokit. December 5-én egy hónappal meghosszabbították a kölcsönszerződését.

### Birmingham
2014. január 31-én újra kölcsönbe került, ezúttal a szintén másodosztályú Birmingham City vette kölcsön a szezon végéig.

### Celtic
2015. augusztus 29-én a skót Celtic FC vette kölcsön az idény végéig. Szeptember 12-én egy Aberdeen elleni bajnokin mutatkozott be, azonban az egész idény folyamán mindössze három bajnokin kapott lehetőséget.

### Reading
2016. augusztus 22-én hároméves szerződést írt alá a Readinghez.

## Statisztika

### Klub
Frissítve: 2021. november 6.
| Klub                         | Szezon         | Bajnokság            | Bajnokság     | Bajnokság | FA-kupa       | FA-kupa | Ligakupa      | Ligakupa | Nemzetközi kupa | Nemzetközi kupa | Egyéb         | Egyéb | Összesen      | Összesen |
| Klub                         | Szezon         | Bajnokság            | Pályára lépés | Gólok     | Pályára lépés | Gólok   | Pályára lépés | Gólok    | Pályára lépés   | Gólok           | Pályára lépés | Gólok | Pályára lépés | Gólok    |
| ---------------------------- | -------------- | -------------------- | ------------- | --------- | ------------- | ------- | ------------- | -------- | --------------- | --------------- | ------------- | ----- | ------------- | -------- |
| Manchester United            | 2012–13        | Premier League       | 0             | 0         | 0             | 0       | 0             | 0        | 0               | 0               | –             | –     | 0             | 0        |
| Manchester United            | 2013–14        | Premier League       | 0             | 0         | 0             | 0       | 0             | 0        | 0               | 0               | 0             | 0     | 0             | 0        |
| Manchester United            | 2014–15        | Premier League       | 11            | 0         | 1             | 0       | 0             | 0        | –               | –               | –             | –     | 12            | 0        |
| Manchester United            | 2015–16        | Premier League       | 0             | 0         | 0             | 0       | 0             | 0        | 0               | 0               | –             | –     | 0             | 0        |
| Manchester United            | Összesen       | Összesen             | 11            | 0         | 1             | 0       | 0             | 0        | 0               | 0               | 0             | 0     | 12            | 0        |
| Blackpool (kölcsönben)       | 2013–14        | Championship         | 5             | 0         | –             | –       | –             | –        | –               | –               | –             | –     | 5             | 0        |
| Birmingham City (kölcsönben) | 2013–14        | Championship         | 8             | 0         | –             | –       | –             | –        | –               | –               | –             | –     | 8             | 0        |
| Celtic (kölcsönben)          | 2015–16        | Scottish Premiership | 3             | 0         | 2             | 0       | 1             | 0        | 3               | 0               | 0             | 0     | 9             | 0        |
| Reading                      | 2016–17        | Championship         | 34            | 0         | 1             | 0       | 2             | 0        | —               | —               | 3             | 0     | 40            | 0        |
| Reading                      | 2017–18        | Championship         | 25            | 0         | 1             | 0       | 2             | 0        | —               | —               | —             | —     | 28            | 0        |
| Reading                      | 2018–19        | Championship         | 31            | 0         | 0             | 0       | 1             | 0        | —               | —               | —             | —     | 32            | 0        |
| Reading                      | 2019–20        | Championship         | 20            | 0         | 1             | 0       | 1             | 0        | —               | —               | —             | —     | 22            | 0        |
| Reading                      | Összesen       | Összesen             | 110           | 0         | 3             | 0       | 6             | 0        | —               | —               | 3             | 0     | 122           | 0        |
| Reading U23                  | 2016–17        | —                    | —             | —         | —             | —       | —             | —        | —               | —               | 1             | 0     | 1             | 0        |
| Nottingham Forest            | 2020–21        | Championship         | 14            | 0         | 1             | 0       | 1             | 0        | —               | —               | —             | —     | 16            | 0        |
| FC Cincinnati                | 2021           | MLS                  | 0             | 0         | 0             | 0       | —             | —        | —               | —               | —             | —     | 0             | 0        |
| Karrier összes               | Karrier összes | Karrier összes       | 151           | 0         | 6             | 0       | 8             | 0        | 3               | 0               | 4             | 0     | 172           | 0        |

## Sikerei, díjai
Celtic FC
- Skót bajnok: 2015–16